# Міслата
Міслата (валенс. Mislata, ісп. Mislata) — муніципалітет в Іспанії, у складі автономної спільноти Валенсія, у провінції Валенсія. Населення — 43 792 особи (2010).

## Географія
Муніципалітет розташований на відстані близько 300 км на схід від Мадрида, 2 км на захід від Валенсії.

## Демографія
Динаміка населення (INE ):